# Wolfgang Mahlow
Wolfgang Mahlow (* 1949 in Beelitz) ist ein deutscher Hörspiel- und Kinderbuchautor und Literaturkritiker.

## Leben
Mahlow absolvierte ein Lehramtsstudium in Greifswald und arbeitete als Lehrer in Prenzlau. Von 1992 bis 2008 war er Amtsleiter in der Stadtverwaltung Prenzlau. Er war Mitglied des Kuratoriums des Uwe-Johnson-Förderpreises und Literaturkritiker des Nordkuriers. Sein zweites Hörspiel Zwischen gestern und morgen lief 1978 bei Sender 4 in Greifswald; 1981 wurde Mahlow dafür mit dem Autorenpreis der Kritiker des DDR-Hörspielpreises ausgezeichnet. Nach 19 Hörspielen erschien 2014 im Steffen Verlag sein erstes Kinderbuch Paula, Frau Hummel und die Liebe mit Illustrationen von Dorina Tessmann.

## Hörspiele (Auswahl)
Autor:
- 1978: Momentaufnahme: Ich wart' auf dich vor der Post – Regie: Klaus Zippel (Original-Hörspiel, Kurzhörspiel – Rundfunk der DDR)
- 1980: Zwischen gestern und morgen – Regie: Christa Kowalski (Originalhörspiel – Rundfunk der DDR)
  - Auszeichnung: Hörspielpreis der Kritiker (Autoren-Preis), 1981
- 1984: Die Tuba – Regie: Maritta Hübner (Originalhörspiel, Kinderhörspiel – Rundfunk der DDR)
- 1984: Kleine Schulküchenkomödie – Regie: Ingrid Krempel (Originalhörspiel, Kurzhörspiel – Rundfunk der DDR)
- 1986: Leistungskontrolle – Regie: Karlheinz Liefers (Originalhörspiel, Kinderhörspiel – Rundfunk der DDR)
- 1987: Michaels Feen – Regie: Christa Kowalski (Originalhörspiel, Kinderhörspiel – Rundfunk der DDR)
- 1988: Hexensohn – Regie: Norbert Speer (Originalhörspiel, Kinderhörspiel – Rundfunk der DDR)
- 1988: Tineken – Regie: Christa Kowalski (Originalhörspiel, Kinderhörspiel, Kurzhörspiel – Rundfunk der DDR)
- 1988: Kai's erste Liebe – Regie: Manfred Täubert (Originalhörspiel, Kinderhörspiel, Kurzhörspiel – Rundfunk der DDR)
- 1989: Kennt jemand dieses Mädchen? – Regie: Christa Kowalski (Originalhörspiel, Kinderhörspiel – Rundfunk der DDR)
- 1990: Das Zweimannzelt – Regie: Rüdiger Zeige (Originalhörspiel, Kinderhörspiel, Kurzhörspiel – Rundfunk der DDR)
- 1991: Eine Geschichte von Marie – Regie: Eveline Fuhrmeister (Originalhörspiel, Kinderhörspiel, Kurzhörspiel – Funkhaus Berlin)
- 1997: Big Jim und die Vogelmorde – Regie: Albrecht Surkau (Originalhörspiel, Kinderhörspiel – Deutschlandradio)

Bearbeiter (Wort):
- 1983: Volkstext (Märchen): Die drei schwarzen Schwäne – Regie: Maritta Hübner (Hörspielbearbeitung, Kurzhörspiel, Kinderhörspiel – Rundfunk der DDR)
- 1985: Jacob Grimm, Wilhelm Grimm: Die Nixe – Regie: Manfred Täubert (Hörspielbearbeitung, Kinderhörspiel – Rundfunk der DDR)
- 1991: Jacob Grimm, Wilhelm Grimm: Hänsel und Gretel – Regie: Manfred Täubert (Hörspielbearbeitung, Kinderhörspiel – Funkhaus Berlin)
- 1992: Jacob Grimm, Wilhelm Grimm: Der Fischer und seine Frau – Regie: Barbara Plensat (Hörspielbearbeitung, Kinderhörspiel – DS Kultur)